# ティローッタマー

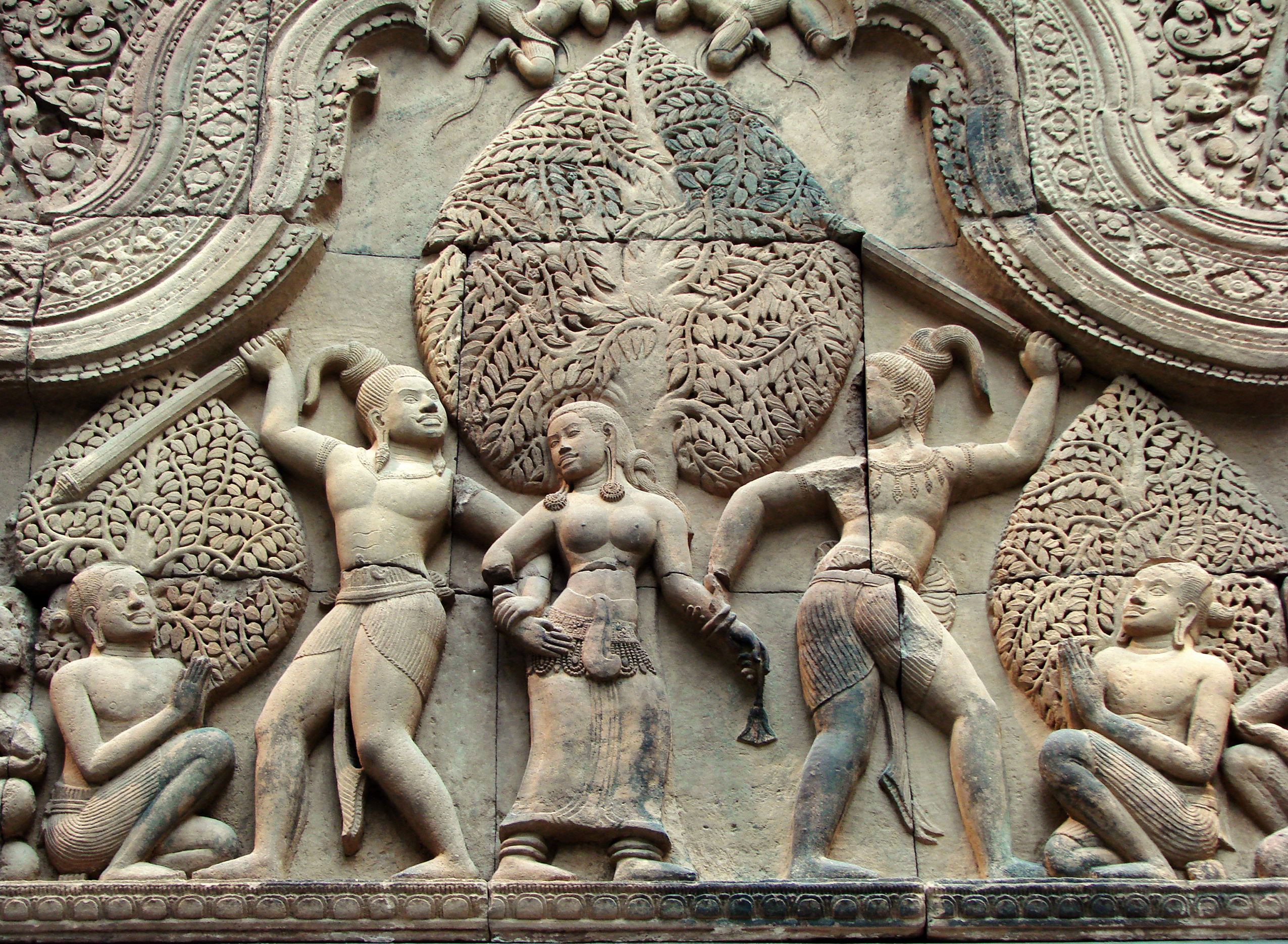
カンボジアのアンコール遺跡の1つ、バンテアイ・スレイの壁画レリーフ。ティローッタマーを奪い合うスンダとウパスンダ。パリ、ギメ東洋美術館所蔵。

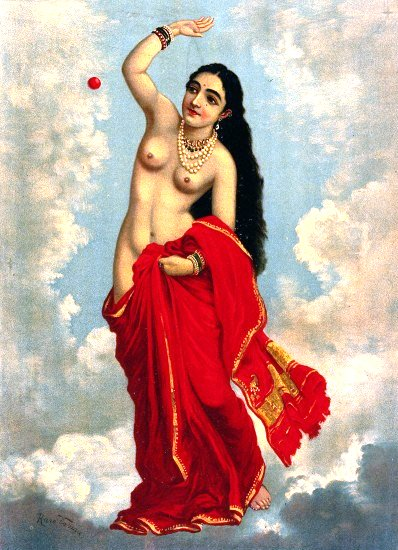
ラヴィ・ヴァルマによる絵画『ティローッタマー』。

ティローッタマー（ 梵: तिलोत्तमा, Tilōttamā）は、インド神話に登場するアプサラスである。三界を征服したアスラ族の2人の兄弟、スンダとウパスンダを破滅させるために天界の工匠神ヴィシュヴァカルマンによって創造された。
ティローッタマーとスンダ・ウパスンダの物語は、インドラ神の身体に千眼が生まれ、シヴァ神が四面になった由来譚を含んでいるほか、叙事詩『マハーバーラタ』ではパーンダヴァ5兄弟に対する教訓譚となっている。『ヴィシュヌ・プラーナ』（2・8）によると、ティローッタマーは太陽神スーリヤの馬車に同乗する12のアプサラスの1人とされている。

## 神話
『マハーバーラタ』によると、アスラ族のスンダとウパスンダが三界を征服したために、神々は三界の支配権を失った。そこで三界奪還に向けてブラフマー神は工匠神ヴィシュヴァカルマンに絶世の美女を創造するよう命じた。ヴィシュヴァカルマンは世界中から宝物を集め、それらの宝物からさらに美しい部分だけを少しずつ集め、それらを合わせてあらゆる点で完璧な美を備えた1人のアプサラスを創造した。彼女はブラフマー神からティローッタマーという名前を授かった。ティローッタマーが誕生したとき、その場にいたどんな聖仙、神々もティローッタマーから視線をそらすことができなかった。シヴァ神はティロッタマーを見たいという誘惑に勝てず、彼女がシヴァ神の周りを回ったときに4つの顔が生じて彼女の動きを追ったという。同様にインドラ神は全身に千の目が生じたしたとされる。
ブラフマー神はティローッタマーにスンダとウパスンダを誘惑して兄弟の仲を裂くように命じた。そこでティローッタマーがスンダとウパスンダのところにいくと、2人はすぐにその美しさに魅了され、どちらがティローッタマーを妻とするかで争いとなった。2人は怒り狂って互いに棍棒で殴りあい、死闘を繰り広げた末に死んだ。こうしてスンダとウパスンダの支配を自滅へと追い込むことに成功した。
このエピソードは聖仙ナーラダがパーンダヴァ5兄弟に対する教訓譚として語っている。スンダとウパスンダがティローッタマーを巡って争ったように、彼らが妻ドラウパディーを巡って争わないようにするためである。この話を聞いたパーンダヴァはナーラダの勧めに従い、兄弟の夫婦の生活に関する協定を定めた。兄弟の1人アルジュナが各地を放浪したのは、この協定に違反して一時追放されたためである。